# Ministre en chef du Baloutchistan
Le ministre en chef ou Chief minister du Baloutchistan est le chef du gouvernement local de la province du Baloutchistan.

## Liste
| Ministre en chef                 | Début de mandat   | Fin de mandat     | Parti politique                 |
| -------------------------------- | ----------------- | ----------------- | ------------------------------- |
| Ataullah Mengal                  | 1er mai 1972      | 13 février 1973   | Parti Awami national (Wali)     |
| Poste vacant                     | 13 février 1973   | 27 avril 1973     |                                 |
| Jam Ghulam Qadir Khan (en) (1er) | 27 avril 1973     | 31 décembre 1974  | Parti du peuple pakistanais     |
| Poste vacant                     | 31 décembre 1974  | 6 décembre 1976   |                                 |
| Sardar Mohammad Khan Barozai     | 7 décembre 1976   | 5 juillet 1977    | Parti du peuple pakistanais     |
| Poste vacant (loi martiale)      | 5 juillet 1977    | 6 avril 1985      |                                 |
| Jam Ghulam Qadir Khan (en) (2e)  | 6 avril 1985      | 29 mai 1988       | Indépendant                     |
| Zafarullah Khan Jamali (1er)     | 24 juin 1988      | 24 décembre 1988  | Alliance démocratique islamique |
| Khuda Bux Marri                  | 24 décembre 1988  | 5 février 1989    | Indépendant                     |
| Nawab Akbar Khan Bugti (en)      | 5 février 1989    | 7 août 1990       | Balochistan National Alliance   |
| Mir Humayun Khan Marri           | 7 août 1990       | 17 novembre 1990  |                                 |
| Taj Muhammad Jamali (en)         | 17 novembre 1990  | 22 mai 1993       | Alliance démocratique islamique |
| Zulfikar Ali Magsi (en) (1er)    | 30 mai 1993       | 19 juillet 1993   | Indépendant                     |
| Mohammad Nasir Mengal (en)       | 19 juillet 1993   | 20 octobre 1993   | Indépendant                     |
| Zulfikar Ali Magsi (en) (2e)     | 20 octobre 1993   | 9 novembre 1996   | Indépendant                     |
| Zafarullah Khan Jamali (2e)      | 9 novembre 1996   | 22 février 1997   | Indépendant                     |
| Akhtar Mengal (en)               | 22 février 1997   | 29 juillet 1998   | Parti national baloutche        |
| Jan Mohammad Jamali (en)         | 13 août 1998      | 12 octobre 1999   | Indépendant                     |
| Poste vacant (loi martiale)      | 12 octobre 1999   | 1er décembre 2002 |                                 |
| Jam Mohammad Yousaf (en)         | 1er décembre 2002 | 19 novembre 2007  | Ligue musulmane du Pakistan (Q) |
| Mohammad Saleh Bhutani (en)      | 19 novembre 2007  | 8 avril 2008      |                                 |
| Aslam Raisani (en)               | 9 avril 2008      | 14 janvier 2013   | Parti du peuple pakistanais     |
| Poste vacant                     | 14 janvier 2013   | 13 mars 2013      |                                 |
| Aslam Raisani (en)               | 13 mars 2013      | 23 mars 2013      | Parti du peuple pakistanais     |
| Nawab Ghous Bakhsh Barozai (en)  | 23 mars 2013      | 7 juin 2013       |                                 |
| Abdul Malik Baloch               | 7 juin 2013       | 23 décembre 2015  | Parti national                  |
| Sanaullah Zehri                  | 24 décembre 2015  | 9 janvier 2018    | Ligue musulmane du Pakistan (N) |
| Abdul Quddus Bizenjo             | 13 janvier 2018   | 7 juin 2018       | Parti baloutche Awami           |
| Alauddin Marri (en)              | 8 juin 2018       | 18 août 2018      | -                               |
| Jam Kamal Khan                   | 18 août 2018      | 24 octobre 2021   | Parti baloutche Awami           |
| Abdul Quddus Bizenjo             | 29 octobre 2021   | 18 août 2023      | Parti baloutche Awami           |
| Ali Mardan Khan Domki (en)       | 18 août 2023      | 2 mars 2024       |                                 |
| Sarfraz Bugti (en)               | 2 mars 2024       | en fonction       | Parti du peuple pakistanais     |